# 光明會 (漫威漫畫)
光明會（英語：Illuminati），是漫威漫畫中的虛構秘密英雄組織，由布萊恩·麥可·班迪斯和史蒂夫·麥尼文共同創作。光明會首次於《新復仇者》第7期（2005年7月）中登場。

## 成員

### 創始成員
| 角色     | 本名                                    | 身份                     | 加入時間       |
| -------- | --------------------------------------- | ------------------------ | -------------- |
| 驚奇先生 | 李德·理查斯（Reed Richards）            | 驚奇4超人的領袖          | 《新復仇者》#7 |
| 奇異博士 | 史蒂芬·史傳奇（Stephen Strange）        | 至尊魔法師               | 《新復仇者》#7 |
| 納摩     | 納摩·麥肯齊（Namor McKenzie）           | 亞特蘭提斯的國王         | 《新復仇者》#7 |
| 黑蝠王   | 布萊克卡德·伯特剛（Blackagar Boltagon） | 異人族的國王             | 《新復仇者》#7 |
| 鋼鐵人   | 東尼·史塔克（Tony Stark）               | 復仇者聯盟的創始成員之一 | 《新復仇者》#7 |
| X教授    | 查爾斯·賽維爾（Charles Xavier）         | X戰警的領袖              | 《新復仇者》#7 |

### 後來的成員
| 角色     | 本名                                                        | 身份                     | 加入時間                |
| -------- | ----------------------------------------------------------- | ------------------------ | ----------------------- |
| 梅杜莎   | 梅杜莎利斯·阿瑪奎琳·伯特剛（Medusalith Amaquelin Boltagon） | 異人族的女王             | 《復仇者聯盟》Vol.4 #8  |
| 美國隊長 | 史蒂芬·羅傑斯（Steven Rogers）                              | 復仇者聯盟的領袖         | 《復仇者聯盟》Vol.4 #12 |
| 黑豹     | 帝查拉（T'Challa）                                          | 瓦干達王國的國王         | 《新復仇者》Vol.3 #1    |
| 野獸     | 漢克·麥考伊（Hank McCoy）                                   | X戰警的成員              | 《新復仇者》Vol.3 #3    |
| 浩克     | 布魯斯·班納（Bruce Banner）                                 | 復仇者聯盟的成員         | 《復仇者聯盟》Vol.5 #28 |
| 英國隊長 | 布萊恩·布拉多克（Brian Braddock）                           | 英國隊長軍團的成員       | 《新復仇者》Vol.3 #24   |
| 腦力超人 | 阿瑪迪斯·趙（Amadeus Cho）                                  | 世界上十大最聰明的人之一 | 《新復仇者》Vol.3 #24   |
| 黃蜂戰士 | 漢克·皮姆（Hank Pym）                                       | 天才科學家，初代蟻人     | 《新復仇者》Vol.3 #24   |

## 其他媒體

### 電影
- 《星球浩克》（2010年）：由鋼鐵人、奇異博士、驚奇先生和黑蝠王組成[1]。

- 漫威電影宇宙
  - 《奇異博士2：失控多重宇宙》（2022年）：為838號宇宙中的光明會，該宇宙的復仇者因鋼鐵人成功創造奧創保護世界而退休，該宇宙的奇異博士因而創建了光明會接下守護世界的責任[2]，成員有X教授、神奇先生、黑蝠王、卡特隊長、瑪莉亞·藍博（英语：Maria Rambeau）和莫度大師[3]。

## 外部連結
- 光明會 （页面存档备份，存于） 超級英雄數據庫
- 光明會 （页面存档备份，存于） Marvel.com
- 光明會 （页面存档备份，存于） 漫威维基百科